# Basilique Saint-Jacques-et-Sainte-Agnès de Nysa
La basilique Saint-Jacques-et-Sainte-Agnès est située à Nysa en Pologne. C'est le plus important édifice religieux de la ville.
Elle a été construite dans un style gothique en grès gris clair et brique rose, et elle comprend 9 travées avec trois nefs d'égale hauteur intérieure.

## Historique
À l'emplacement de l'actuelle basilique plusieurs églises ont été construites mais elles ont toutes été détruites successivement par des incendies. À la suite de l'incendie de la ville de Nysa en 1401, la basilique actuelle a été reconstruite à partir de 1416 puis à nouveau en 1424 suivant les plans de Peter Frankenstein, un maître formé dans l'atelier de Prague du célèbre Peter Parler.
À côté de la basilique a été construit un beffroi de 1474 à 1516 dont la construction a été arrêtée au 4e étage en raison des temps difficiles qu'a connu la ville.
L'intérieur de la basilique a été remodelé radicalement dans un style néogothique de 1889 à 1895 alors qu'auparavant le style était baroque. À l'occasion la voûte a été reconstruite.
Les destructions durant la Seconde Guerre mondiale ont été importantes : la toiture et les deux chapelles latérales ont brûlé, le pignon ouest s'est effondré, les vitraux ont été détruits, les autres chapelles latérales ont également été gravement endommagées. La reconstruction a commencé en 1957 et a duré jusqu'en 1961. Une petite tourelle octogonale a été construite au sommet de la nef.
Aujourd'hui  de l'édifice roman d'origine, il ne reste à ce jour que les fondations que l'on peut voir au sous-sol de l'église gothique actuelle.  Les principales transformations modernes qui ont influencé l'aspect de l'édifice sont le porche ouest néo-gothique, le pignon ouest reconstitué et une voûte en croisée d'ogives en brique de la fin du XIXe siècle dans la nef.
La plupart des entrelacs des fenêtres sont le résultat de rénovations modernes et contemporaines, bien qu'il soit difficile de distinguer ceux d'origine. Leur maçonnerie altérée a probablement été en grande partie remplacée, mais la géométrie des motifs n'a pas changée. Le portail principal d'origine n'a pas été conservé sur la façade ouest.

## Dimensions
Les dimensions de l'édifice sont les suivantes :
- Hauteur sous voûte : 27,2 m ;
- Longueur : 59,5 m ;
- Largeur : 22,5 m.

## Galerie

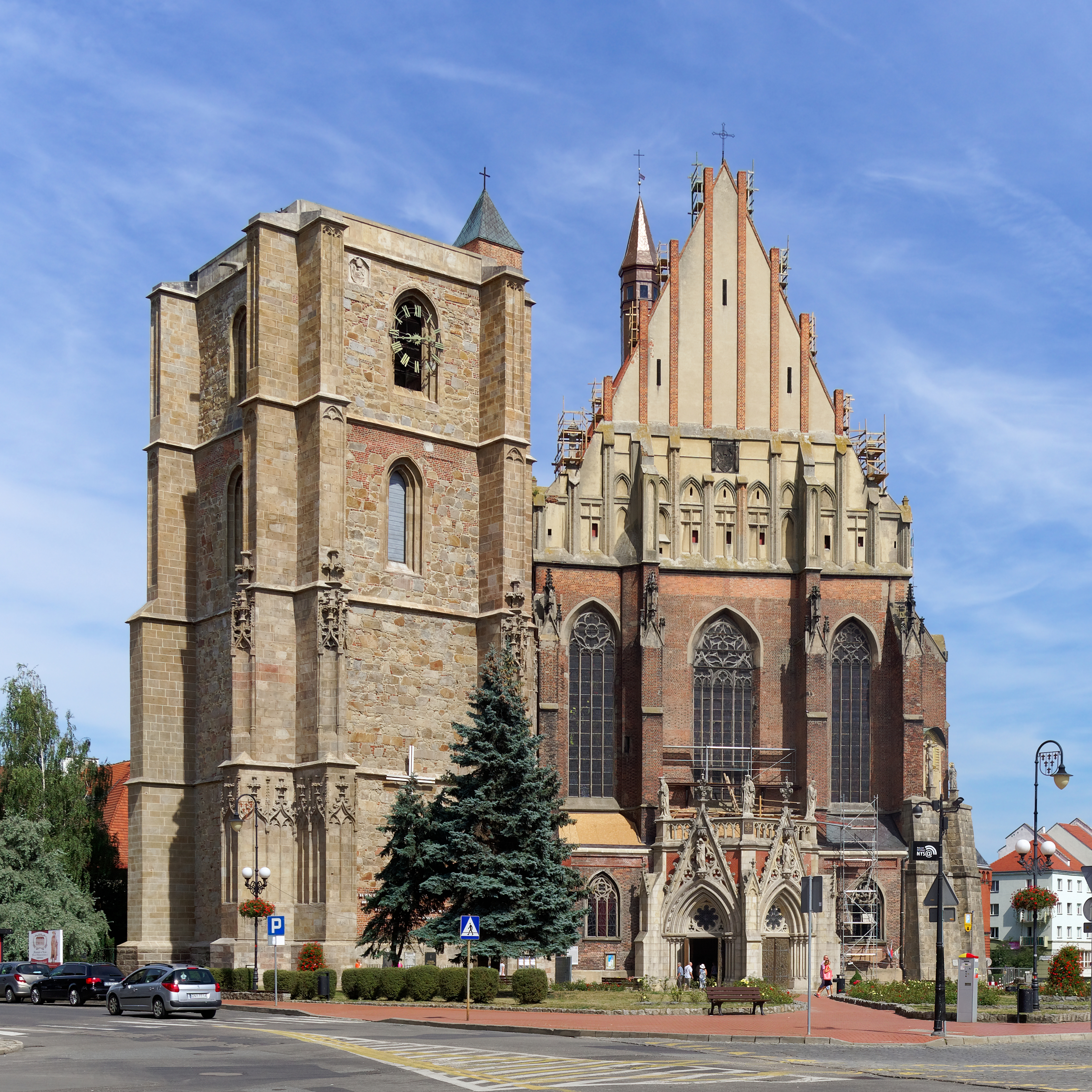
La façade avec le beffroi-clocher
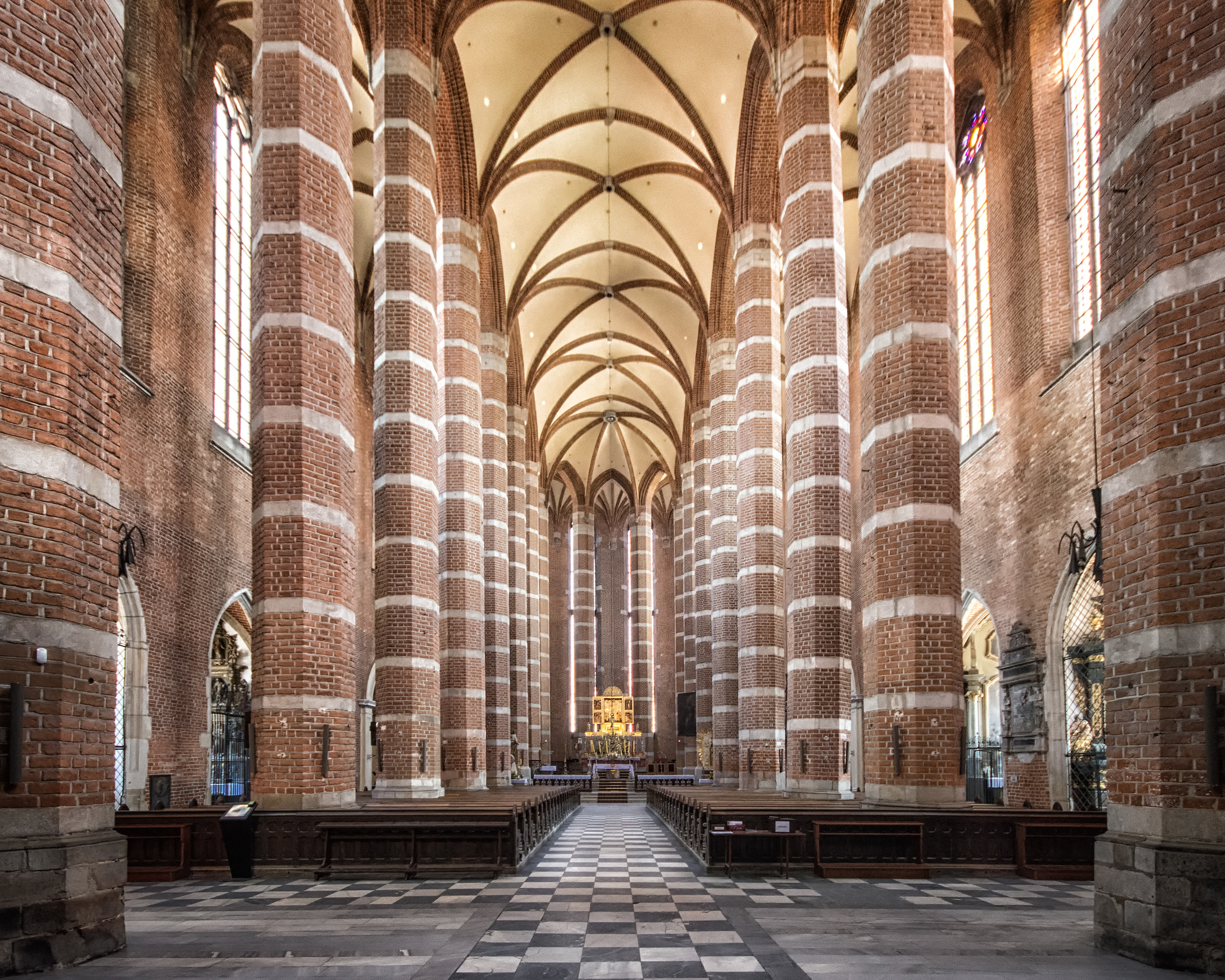
La nef centrale.
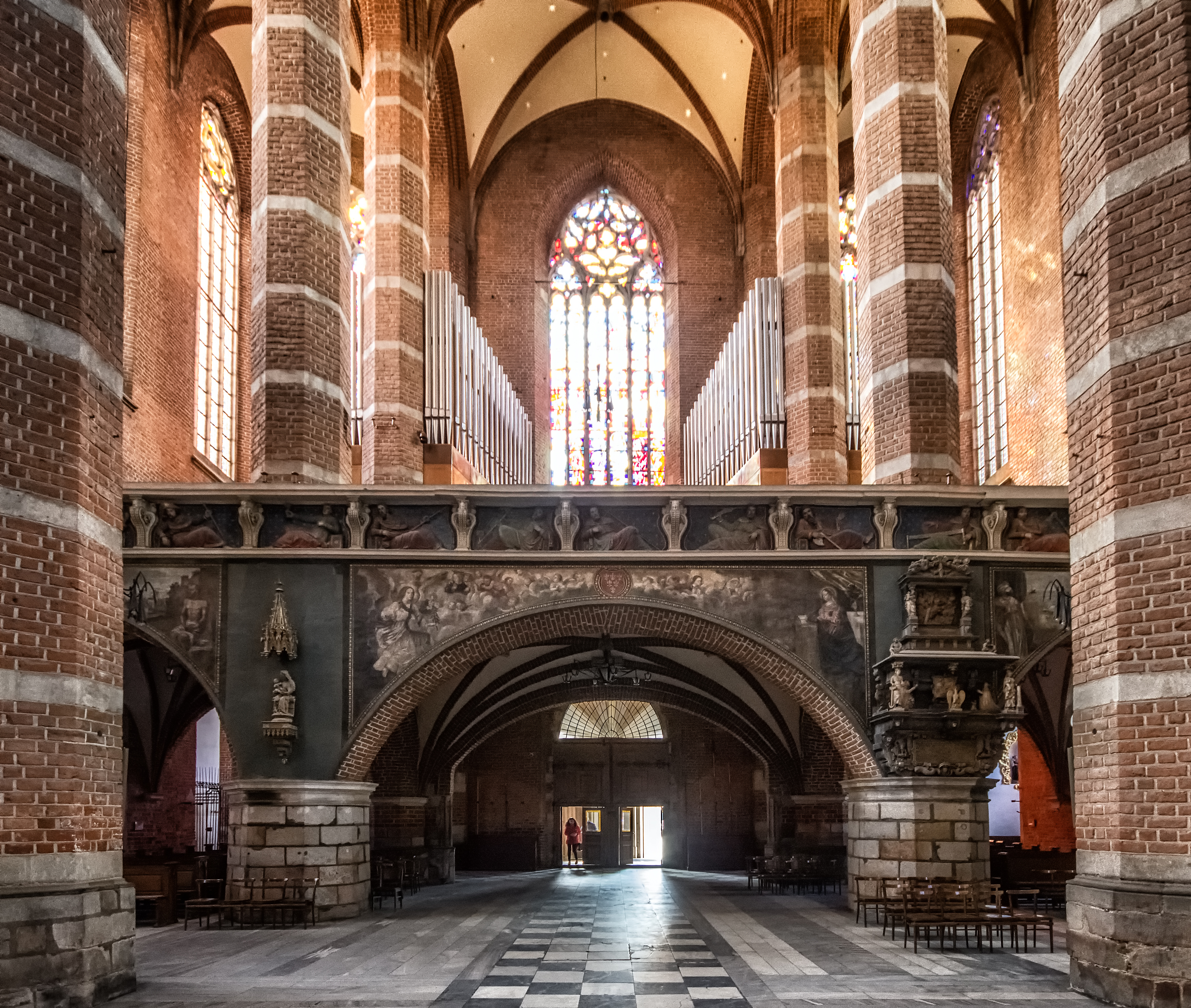
L'orgue de tribune.
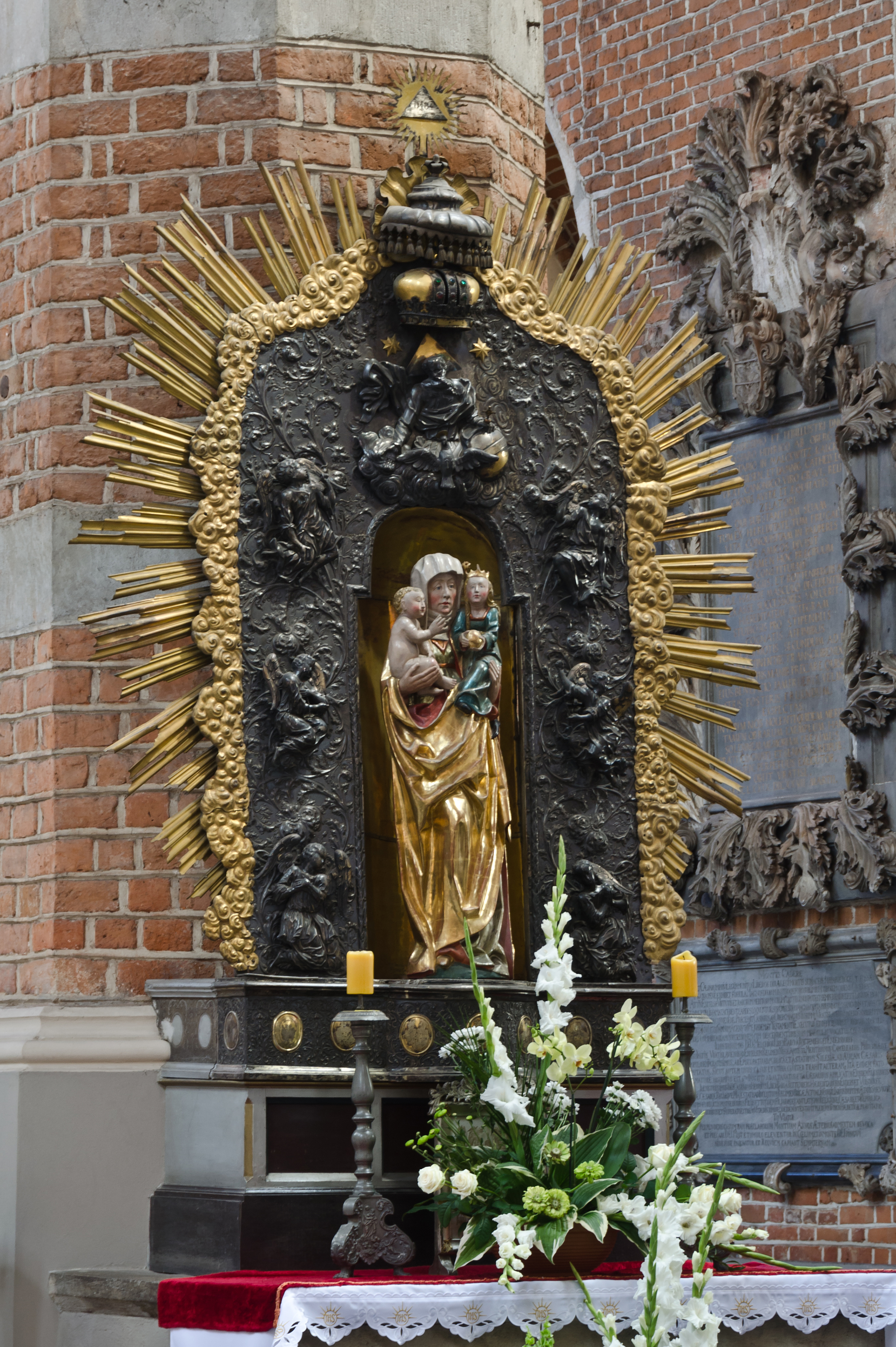
Sculpture de sainte Anne trinitaire de 1510.